# ملعب الأب جيكو
ملعب الأب جيكو هو ملعب لكرة القدم يوجد بالدار البيضاء، و هو المحتضن لمباريات نادي الراسينغ الرياضي.
الملعب يتسع لنحو 10,000 مشجع .

## روابط خارجية
- fr:Stade Père-Jégo